# ヒーローズインザスカイ
ヒーローズインザスカイ（heroes in the sky)は、JC Global  が開発したオンラインフライトシューティングゲーム。2008年12月16日より正式サービスを開始し、2009年2月からはNHN Japanとの提携によりハンゲームでも提供されている。無料で遊べるがアイテムの購入等は有料であるアイテム課金形態。第二次世界大戦時に活躍した戦闘機、爆撃機など多種多様な飛行機に搭乗し、雇兵として各陣営のために戦いながら、ミッションをクリアしていくフライト戦闘ゲーム。
2012年9月20日アラリオ社に移管され「ヒーローズインザスカイ・パトリオット」として再開、その後2016年7月7日でアラリオでのサービスが終了し、GameUsへ移管された。

## 概要
ヒーローズインザスカイでは、戦闘機や爆撃機、管制機などを操縦してミッション、対戦、占領戦などを行う。
ミッションは最大4人でNPC相手のミッションをクリアしていくモード、対戦は最大16人で8vs8に分かれて対戦を行うモード、最大16名でボスを探し出し、そして撃破するレイド戦モードがある。
占領戦は特殊で、占領戦参加可能時間に各陣営（連合・枢軸）からLv20以上のパイロットが出撃し、陣地獲得争いをする。この結果はゲーム内で次の日まで影響する。占領戦はLVごとに北アフリカ・ヨーロッパ・太平洋に分かれている。
プレーヤーは短いチュートリアルの後、連合・枢軸どちらの陣営につくか選択し（各陣営によってミッション内容及び搭乗可能な機体に異差があり、選択後は変更できない）、その後はフリーでミッションをクリアしていく形式になる。
プレーヤーの所持する飛行機は最初は一機のみだが、その後、生産して増やしていくこととなる。
ただし、サーバーの一つのアカウントですべての航空機を生産するのは実質不可能。
また、基本料金が無料のアイテム課金制で、購入したCPによって課金アイテムを購入したり、確率で特別機体などがあたる「スカイガチャ」に挑戦したりできる。
ちなみにCPは公式サイトにある広告に登録したり購入するとあるていどは無料でもらうことが可能。
そして「気力」というシステムがあり、気力は連続出撃可能なパラメーターともいえる存在である。これは戦闘を行うことによって減って行き、0になるとアイテムドロップ率や戦闘後に得られる取得経験値及びBP（ゲーム内通貨）の著しい減少という形でペナルティーが科せられる。この気力の減少はLv.41以下のプレーヤーには適用されない。「気力」は回復アイテム（課金）で購入できる。だが課金をしていなくてもログインイベントやタイムイベント等でかなりの数をもらえるので特に困ることはない。

## 陣営
陣営はパイロット登録時、チュートリアル後に選択し、選択後は変更が効かない。陣営には連合側と枢軸側があり、選択する側によってミッションの内容や使用できる機体などが異なる。なお、課金機体はどちらの側でも使用できるものと、陣営によるものがある。
選択した陣営が大きく影響するのは、ミッション内容、使用できる機体、そして占領戦である。
ミッションでは連合側が防衛、枢軸側が攻撃の場合やその逆もあり、選択した陣営によってそれぞれの側について戦うことになる。連合のパイロットと枢軸のパイロットが協力することはできない。ただしレイド戦では陣営関係なく共闘することが可能
使用できる機体は、連合側がイギリスとアメリカとロシアの戦闘機および各国の爆撃機や、戦闘機を改造した管制機、そして枢軸側がドイツと日本とイタリアの戦闘機、および各国の爆撃機と管制機である。
占領戦では、各陣営のパイロットがそれぞれの陣営の側について陣地獲得争いをする。この結果の占領割合が次の日の占領戦まで攻撃力・防御力・獲得BP, XP・ショップでのアイテム販売価格などに影響する。
ただ、プレイヤーが多いためか殆どの場合、枢軸軍のほうが陣地が多い。

## 飛行基地
飛行基地は各陣営に4つ存在し、他陣営の飛行基地には侵入することができないが、中立基地のみ両陣営どちらのプレーヤーも入る事が可能。
飛行基地には、ショップ、倉庫、密売商、研究所、飛行団管理所、酒場、作戦司令部、格納庫、ファクトリーがある。
また、飛行基地ではショップとは別にプレイヤーが販売できる「個人商店」を開くことができる
アイテムの値段はプレイヤー自身が設定することが可能、
アイテム販売数は10個までだが課金アイテムによって一度に販売できる個数を増やすことが可能
研究所
研究所では武器を改造したり新しい武器を生産する場所。
改造には設計図と材料が必要だが失敗することがある、失敗すると材料と設計図は消滅するので注意が必要
飛行団管理所
飛行団管理所では飛行団の、入・退団が可能
格納庫
格納庫では、装備やスキルの変更がおこなえる
ショップ
ショップではBPを消費して機関銃やミサイルなどのアイテムが購入可能
倉庫
倉庫は各プレイヤー専用のアイテム収納場所です。手持ちのアイテムをここに収納することが可能
密売商
通常販売している兵器の改造品や通常売っていない物が入手できる時がある。
しかしながら完全ランダムであり価格も通常品に比べて割高。
占領戦の結果も反映されないなどの欠点もある。
酒場、作戦基地
ここでは、クエストを受けることができる。クエストをクリアすると報酬がもらえる
ファクトリー
ここでは、機体の生産、改造、乗り換え、が可能

## 機体
機体は選択した陣営によって搭乗可能なものが異なるが、機体の分類は両陣営とも戦闘機、管制機、爆撃機で共通である。このほかに両陣営共通のプレミアム機体（課金アイテム）が存在する。また、機体の外見だけを変える「特殊外装」というものも課金アイテムとして販売されている。それぞれの機体は種類ごとに性能が大きく異なる。
また、機体にはレベル制限があり、特定のレベルに到達するまで生産できない。
機体の生産には『今のLv・開発ポイント・BPポイント』が必要、開発ポイントは1レベル（1Lv）アップするごとに、2ポイントGETと決まっているので、現状ではレベルアップを進めても、開発ポイントが足りず全部の機体を所有することはできない。
レベル42以上の機体は設計図と材料が必要。
戦闘時に使用した機銃・機関砲・ロケット・ミサイル・爆弾・空中機雷の弾数は、時間経過により最大値まで徐々に回復する。
戦闘機
戦闘機は機動性や速度に優れており、すばやく敵を追尾して撃墜していくことが可能である。また、Lv12機体からは機関砲を装備できるようになり（Lv6から装備できる機体もある）、機銃と同時に射撃することによってよりすばやく撃墜していくことが可能である。特殊武器のロケットは射程や威力に優れる。発射すると直進するが、旋回中に発射するとカーブがかかる。爆弾積載数は総じて少なく、多くの戦闘機は1個ないし2個だけ装備可能。高高度から爆撃すると着弾地点が大きくぶれる。対空能力や対人戦闘は得意だが、一部ミッションでの対地、対艦は苦手とする。戦闘機用のスキルはインメルマンターン、バレルロールなど主にマニューバ関連。管制機、爆撃機に比べると装甲や攻撃力に劣る。火力型戦闘機、機動型戦闘機、速度型戦闘機に区分される。後方機銃は装備不可（一部機体を除く）。
管制機
管制機は戦闘機と爆撃機の中間に位置する機体であり、運動性能は戦闘機に劣るが防御力は爆撃機に追随する。後方機銃は機銃が反応する範囲内に敵機が侵入した場合、自動で発射される。特殊武器のミサイルはロケットに比べ多少威力が低く射程も機銃並みであるが追尾性能を有し、視界内に敵が入ると自動でロックオン、発射されると自動で敵機を追尾する。爆弾積載数は戦闘機に比べて多く、機体にもよるが2 - 6個搭載可能。戦闘機同様、高高度から爆撃すると着弾地点が大きくぶれる。管制機用のスキルは修理支援やガードなど、防御力を向上させるものが主である。戦闘型管制機、支援型管制機に区分される。
爆撃機
爆撃機は対地及び対艦攻撃に特化した機体で、専用の爆弾により大規模かつ高高度からの正確な爆撃が可能である。爆弾積載量は4 - 10個。特殊武器の空中機雷は投下すると一定時間空中をゆっくりと下降した後爆発する。爆発する前に敵機が接触すると大きななダメージを与える。爆撃機には機関砲を装備できないものも存在する。攻撃力及び防御力に優れるが運動性は劣る。管制機同様、後方機銃を装備可能。爆撃機用のスキルは攻撃支援、弾薬支援など攻撃力を向上させるものが主となる。急降下爆撃機と重爆撃機に二分される。
プレミアム機体
プレミアム機体は課金アイテムで、スカイガチャで当選することによって獲得できる。スカイガチャによって当選する可能性のある機体が異なる。
プレミアム機体は主に実用化されなかった軍用機などであり、運動性能に優れるものが多い。現在プレミアム機体は大半が戦闘機であるが、戦闘機・爆撃機・管制機すべての種類が実装されている。最近ではFa 223 (航空機)などの軍用ヘリも実装されている。
（特殊外装）
機体自体の性能は変えずに機体の見かけのみを変更することができる課金アイテム。性能が変化しないために特殊外装についている羽等はその役割を果たさない。両陣営共通のものと各陣営のみのものがあり、それぞれの特殊外装によって戦闘機・管制機・爆撃機のどれかにのみ装着できる。特殊外装もプレミアム機体と同じようにスカイガチャで手に入れる。